# ヴィキア (小惑星)
ヴィキア (1097 Vicia) は、小惑星帯に位置する小惑星である。カール・ラインムートがハイデルベルクのケーニッヒシュトゥール天文台で発見した。
ソラマメ属の学名に因んで名付けられた。